# Feria del Sol

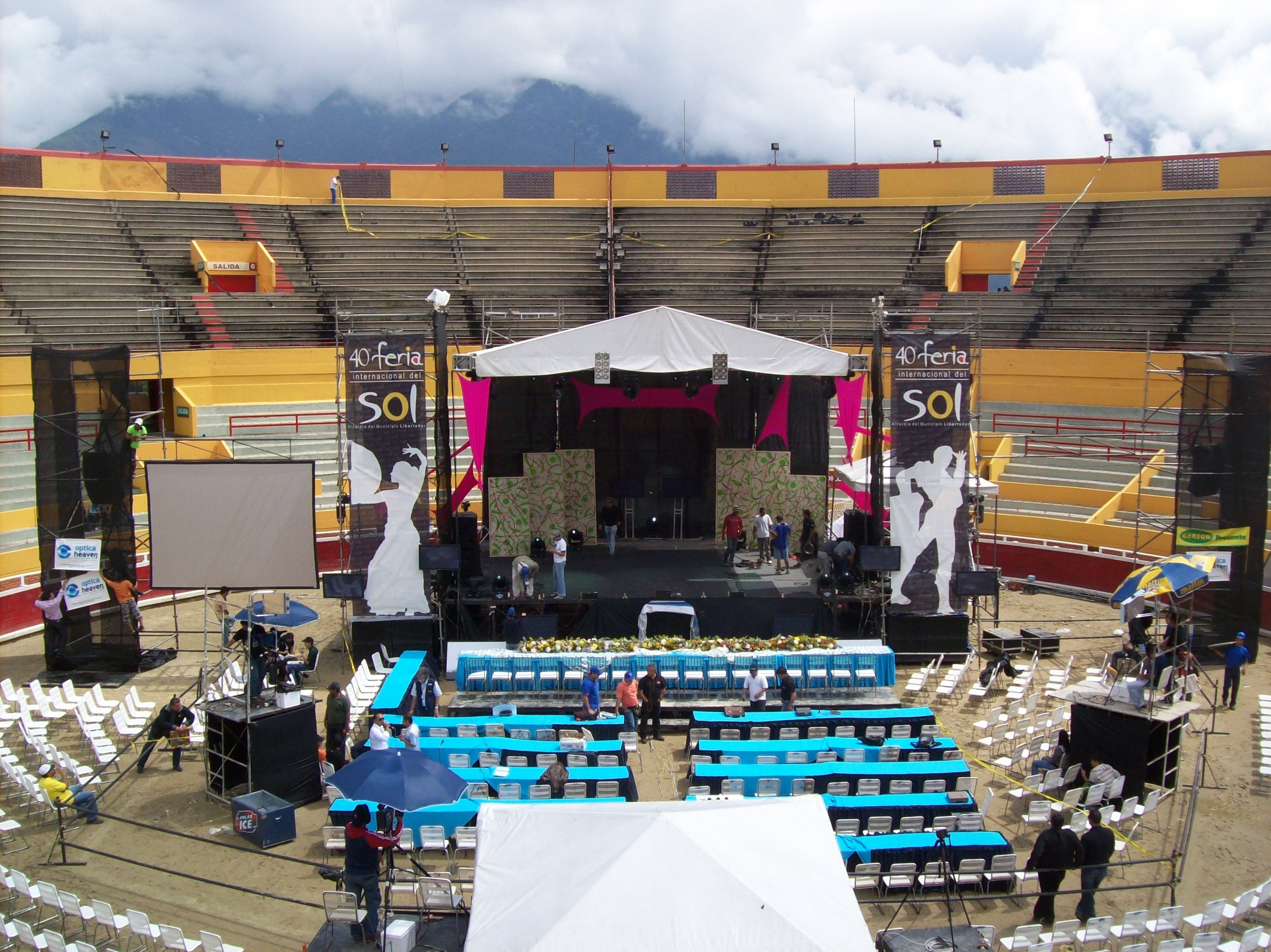
Der Circo Monumental von Mérida während der Vorbereitung der Wahl der Reina del Sol

Die Feria del Sol (Sonnenfest), auch als Carnaval Taurino de América (Stierkarneval Amerikas) bekannt, ist ein Kulturfest, das jährlich in Mérida in Venezuela stattfindet.

## Aktivitäten
Das Fest findet während des Monats Februar zusammen mit dem Karneval statt. Auf dem Programm stehen neben dem Viehmarkt zahlreiche kulturelle und kommerzielle Ausstellungen, sowie Konzerte, Paraden, sportlichen Aktivitäten und die Wahl der Reina del Sol, der Sonnenkönigin.

## Geschichte

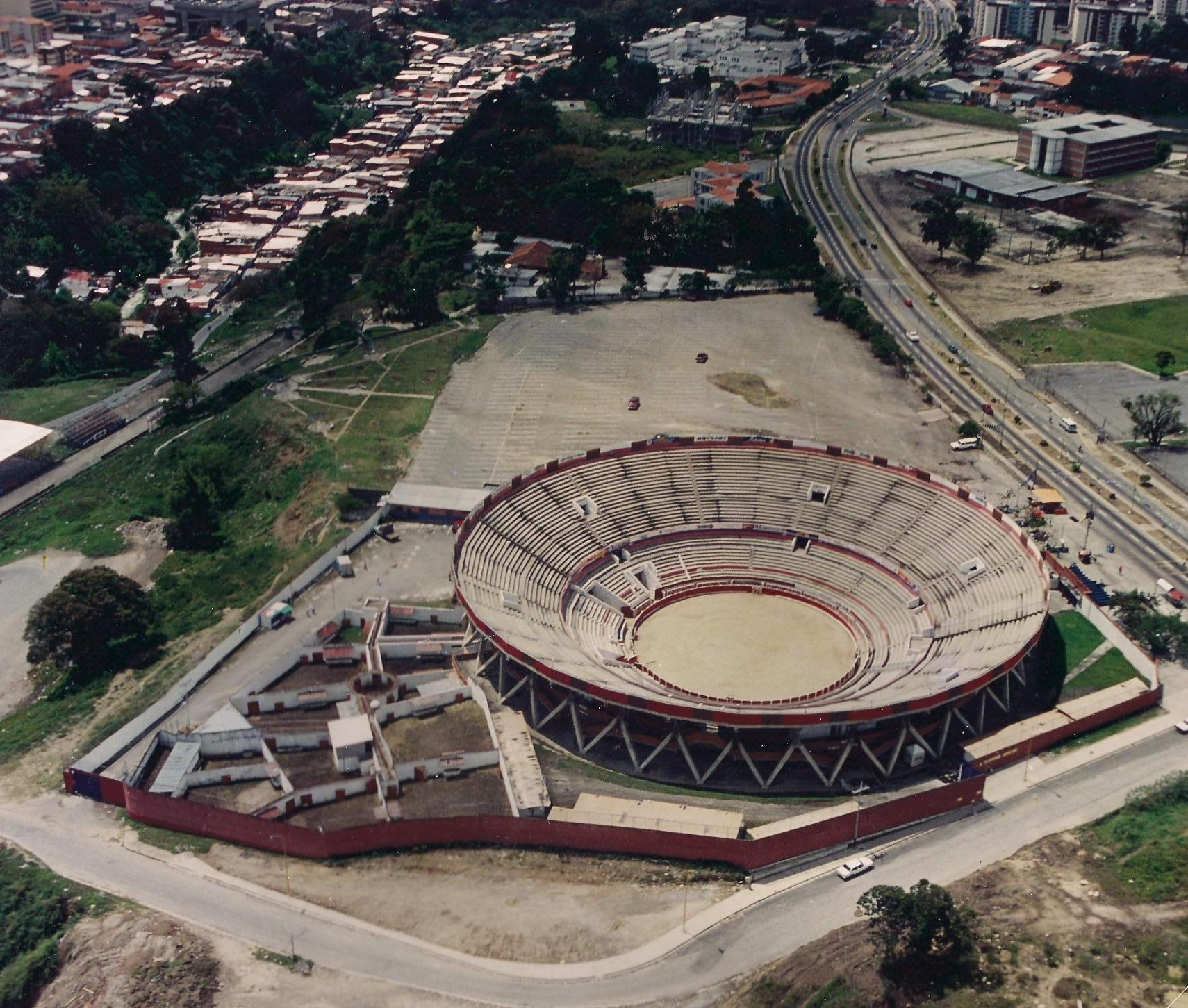
Panorama des Plaza de Toros Román Eduardo Sandia, Mérida

Nach dem Bau einer Stierkampfarena konnten rund um die Stierkämpfe auch Festivitäten und Ausstellungen stattfinden. Es war anfangs vorgesehen, dass die Ausstellungen Anfang Dezember rund um die Feiern zum Tag der Unbefleckte Empfängnis stattfinden sollten. Die erste Messe fand an zwei Tagen am 9. und 10. Dezember statt. Zu den Stierkämpfen kam unter anderem auch Manuel Benítez („El Cordobés“). Durch einen starken Regen wurde der erste Kampftag abgebrochen und auf den nächsten Tag verlegt, so dass erstmals in Venezuela zwei Stierkämpfe am selben Ort und Tag stattfanden.

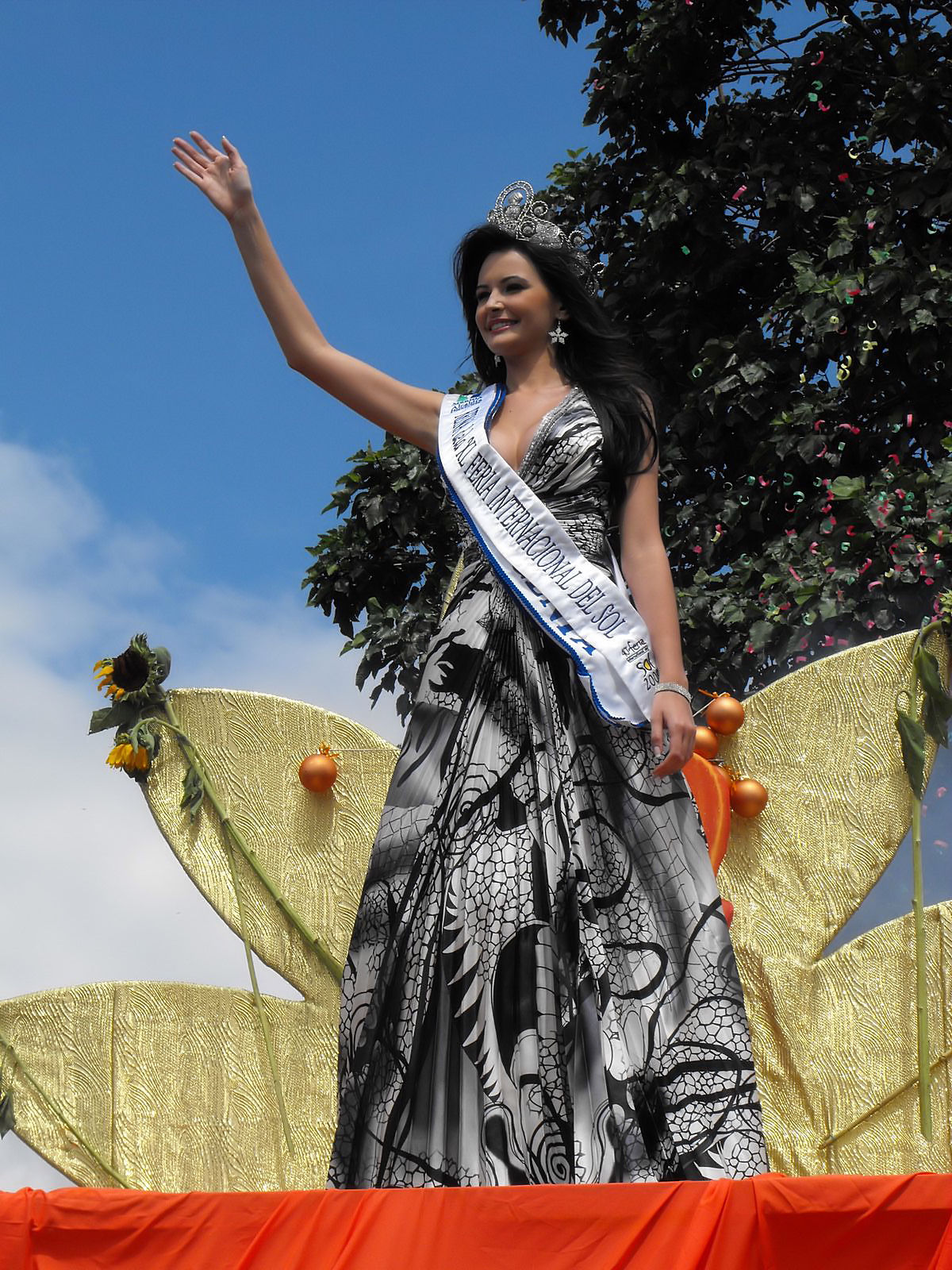
Die Reina (oder Novia) del Sol 2009

Wegen des ständigen Dezemberregens beschloss man das Fest zusammen mit Karneval zu feiern. Unter dem Namen „Feria del Sol“ wurde es dann erstmals 1969 am 15., 16. und 17. Februar mit drei Stierkämpfen gefeiert. Von da an wuchs das Fest zunehmend zu einem der bedeutendsten Venezuelas und der Stierkampfwelt.